# Herbert William Heinrich
Herbert William Heinrich (Bennington, 6 ottobre 1886 – 22 giugno 1962) è stato un ingegnere statunitense, fu pioniere della sicurezza sul lavoro.

## Biografia
Herbert William Heinrich nacque il 6 ottobre 1886 a Bennington (Vermont). Fu Assistant Superintendent della Engineering and Inspection Division della The Travelers Companies quando pubblicò il libro Industrial Accident Prevention, A Scientific Approach nel 1931.  Uno studio specifico del 1931 divenne noto come legge di Heinrich: Per ogni incidente che causa lesioni maggiori vi sono 29 incidenti minori e 300 incidenti senza trauma fisico.
Heinrich morì il 22 giugno 1962 a 76 anni.

## Legge di Heinrich
Il lavoro di Heinrich sta alla base della teoria Behavior-based safety che dice che il 95% degli incidenti sul luogo di lavoro sono causati da atti non sicuri. Heinrich arrivò a questa conclusione analizzando migliaia di report compilati da supervisor, che indicavano come colpevoli gli atti degli operatori senza indagare le cause alla radice.
(Heinrich)

Heinrich dedicò 100 pagine del suo lavoro alle protezioni sulle macchine utensili.